# Утценфельд
Утценфельд (нім. Utzenfeld) — громада в Німеччині, знаходиться в землі Баден-Вюртемберг. Підпорядковується адміністративному округу Фрайбург. Входить до складу району Леррах.
Площа — 7,40 км2. Населення становить 611 ос. (станом на 31 грудня 2020).